# Nodul rutier Méry-sur-Oise
Nodul rutier Méry-sur-Oise este un nod rutier situat pe teritoriul comunei Méry-sur-Oise din departamentul Val-d'Oise. Acesta este alcătuit dintr-un ansamblu de bretele. Schimbătorul permite conectarea autostrăzii A115 la Francilienne (RN 184) și asigură accesul către Méry-sur-Oise, Auvers-sur-Oise și Frépillon.

## Drumuri deservite
- Francilienne nord (RN 184) între Cergy-Pontoise și aeroportul Paris-Charles-de-Gaulle/Beauvais;
- autostrada A115: ramificație a autostrăzii A15 către Paris și Argenteuil;
- drumul departamental RD 928 (fostul RN 328): asigură accesul către Méry-sur-Oise, Auvers-sur-Oise și Frépillon.